# فرات 1
الطائرة المسيرة عراقية الصنع فرات 1 حيث
أعلن رئيس جامعة الفرات الاوسط الاستاذ الدكتور عبد الكاظم جعفر الياسري انجاز طائرة فرات 1 من ضمن سلسلة الطائرات المسيَرة التي كان للجامعة الريادة في دخول العراق نادي الطيران ضمن ثلاث دول في المنطقة.
وذكر الياسري:" ان هذه الطائرة هي من سلسلة طائرات يتم السعي لإنجازها وهي (فرات 1، 2، 3) والتي تعمل بالبنزين وتسمى بالطائرات الاستراتيجية والتي تذهب لمسافات بعيدة وبملاكات علمية وهندسية عراقية مطلقة وبإمكانات وتصميم وتنفيذ ايادٍ عراقية أيضا، اعتمادا على الخبرات المتراكمة في هذا المجال لأقسام تقنيات الطيران في المعهد التقني النجف وفي الكلية التقنية الهندسية في النجف وبكلفة كلية توازي 20% من كلف تصنيع هذا النوع من الطائرات في دول العالم الأخرى.
ودعا الياسري الشباب والمختصين في هذا المجال لزيارة الجامعة والتعرف على امكانياتها في هذا المجال والتعاون بما يعزز دور العراق فيه.
بعدها قدم رئيس قسم الطيران في معهد النجف التقني رياض طليفح شرحا عن هذا المنجز بدأه بمباركة وشكر للسيد رئيس الجامعة لدوره الكبير في الاشراف الكامل عن هذا البرنامج ثم عرج السيد رئيس القسم على مواصفات جسم الطائرة التي يبلغ طول بدنها (156 سم) وجناحيها بطول (3 م) وتعمل بوقود البنزين بسعة (15-45 لتر) وبمدى طيران (100-120 كم) ومن المؤمل زيادتها إلى (200 كم)، هذا وتحمل الطائرة كاميرا للرؤيا الليلية والنهارية بسرعة أرضية نحو (50 كم/ ساعة) وسرعة بالجو حوالي 150 كم/ساعة وارتفاع (3 كم أي ما يقارب 11000 الف قدم) وبوزن تقريبي (3.2 كغم) بدون الكاميرا ومع الكاميرا عند الإقلاع بوزن (5.1 كغم) أي ان وزن الكاميرا أكثر من (1.5 كغم)، واما المحطة الارضية التي تم تجهيزها للطيران بمدى (100 كم). وتعد من أهم مشاريع
الصناعات العسكرية العراقية بعد عام 2003